# Isabelle Gatti de Gamond

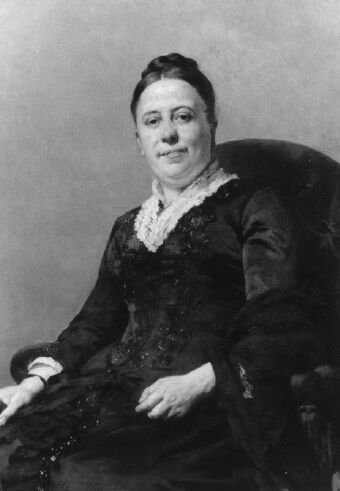
Pintura de Cluysenaer retratando Isabelle Gatti de Gamond

Isabelle Laure Gatti de Gamond (28 de julho de 1839 – 11 de outubro de 1905) foi uma educadora, feminista e política belga.

## Vida
Isabelle Gatti foi a segunda de quatro filhas de Giovanni Gatti, um artista italiano, e da escritora feminista Zoé de Gamond, de Bruxelas. Nascida em Paris, sua família mudou-se para Bruxelas quando ela tinha cinco anos, quando a família perdeu sua fortuna em um falanstério fracassado – uma comunidade utópica inspirada nas escritas do socialista utópico Charles Fourier – em Cîteaux.
Sua mãe, inspetora de escolas para meninas, morreu em 1854, e a distinta pobreza da família forçou Isabelle a procurar um emprego. Ela descobriu um na Polônia, onde trabalhou como governanta com uma família polonesa nobre. Foi nessa época que ela se tornou autodidata, aprendendo grego antigo, latim e filosofia sozinha.
Ela retornou a Bruxelas em 1861 e continuou seus estudos através de cursos públicos organizados pelo governo da cidade. Suas idéias sobre educação já estavam formadas, e em 1862 ela publicou o jornal L'Education de la Femme (Educação Feminina), que defendia a causa da escolarização para meninas.
Em 1864, com o apoio financeiro da Câmara Municipal, lançou os primeiros cursos sistemáticos de educação secundária para mulheres (Cours d'Éducation pour jeunes filles). De maneira excepcional para a Bélgica da época, esse empreendimento era totalmente independente da Igreja Católica Romana e proporcionou a primeira educação secular organizada para mulheres na Bélgica.
A imprensa católica se opôs ao seu trabalho, mas a escola foi um sucesso. Entre as professoras estavam Marie Popelin, Henriette Dachsbeck e Anna-Augustine Amoré, mãe de Marie Janson. O prefeito de Bruxelas, Charles Buls, foi um defensor ferrenho e ajudou na criação de uma seção pré-universitária avançada em 1891.
Gatti se aposentou da área educacional em 1899 e se juntou à política como ativista do Partido Socialista. Seu apoio ao sufrágio universal adulto não encontrou o apoio da liderança do partido, que acreditava que as mulheres votariam no Partido Católico.

## Legado
Em pesquisas realizadas pelas emissoras de TV belgas em 2005 para encontrar os melhores belgas, ela foi eleita 55ª no De Grootste Belg, a série em língua holandesa, e 88ª no Le plus grand Belge, o programa em língua francesa.
Ela está enterrada em Uccle, onde a rua onde morava leva seu nome.